# Gradin
Gradin (wł. Gradena) – wieś w Słowenii, w gminie miejskiej Koper. 1 stycznia 2018 liczyła 62 mieszkańców.